# Balbino Jaramillo
Balbino Jaramillo (9 de marzo de 1951 - Medellín, 7 de mayo de 2013) fue un ciclista colombiano que destacó en la modalidad de pista en las décadas de 1970 y 1980. Fue cuatro veces campeón panamericano de la persecución individual.
Se inició como ciclista de ruta en calidad de gregario de ciclistas destacados de su tiempo como Rafael Antonio Niño y Martín Emilio Rodríguez, para luego dedicarse de lleno a la pista donde cosechó su mayores logros.
El 5 de mayo de 2013 ingresó en la Clínica Las Vegas de Medellín tras sufrir un derrame cerebral. Falleció el 7 de mayo de 2013, después de presentar muerte cerebral el día anterior.

## Palmarés
1975
- Medalla de oro en los Juegos Panamericanos, pista, persecución individual.
- Medalla de plata en los Juegos Panamericanos, pista, persecución por equipos.

1976
- Medalla de oro en los Campeonatos Panamericanos, pista, persecución individual.

1978
- Medalla de oro en los Campeonatos Panamericanos, pista, persecución individual.
- Medalla de oro en los Juegos Centroamericanos y del Caribe, pista, persecución individual.
- Medalla de plata en Juegos Centroamericanos y del Caribe, pista, persecución por equipos.

1980
- Medalla de plata en los Campeonatos Panamericanos, pista, persecución individual.

1984
- Medalla de oro en los Campeonatos Panamericanos, pista, persecución individual.
- Medalla de oro en los Campeonatos Panamericanos, pista, carrera por puntos.

1986
- Medalla de plata en Juegos Centroamericanos y del Caribe, pista, persecución por equipos.